# Семёнова, Юлия Юрьевна
Юлия Юрьевна Семёнова (род. 8 сентября 1976) — российская самбистка и дзюдоистка, чемпионка и призёр чемпионатов России по дзюдо и самбо, чемпионка и призёр чемпионатов Европы по самбо, призёр чемпионатов мира по самбо, Заслуженный мастер спорта России.

## Спортивные результаты
- Чемпионат России по дзюдо 1998 года — ;
- Чемпионат России по дзюдо 2000 года — ;
- Чемпионат России по дзюдо 2002 года — ;
- Чемпионат России по дзюдо 2004 года — ;
- Чемпионат России по дзюдо 2007 года — ;
- Чемпионат России по дзюдо 2008 года — ;
- Чемпионат России по самбо среди женщин 1999 года — ;
- Чемпионат России по самбо среди женщин 2000 года — ;
- Чемпионат России по самбо среди женщин 2002 года — ;
- Чемпионат России по самбо среди женщин 2004 года — ;
- Чемпионат России по самбо среди женщин 2006 года — ;
- Чемпионат России по самбо среди женщин 2007 года — ;
- Чемпионат России по самбо среди женщин 2008 года — ;
- Чемпионат России по самбо среди женщин 2009 года — ;
- Чемпионат России по самбо среди женщин 2011 года — ;